# 雙圈頂冠節蜱
雙圈頂冠節蜱（学名：Tegolophus dirotuadus）为節蜱科頂冠節蜱屬下的一个种。